# Valorant
Valorant, skrivet som VALORANT, är ett kostnadsfritt datorspel i förstapersonsperspektiv som är utvecklat av och distribuerat av Riot Games. Spelet släpptes i en stängd beta-fas den 7 april 2020 och släpptes officiellt den 2 juni 2020.

## Upplägg
Valorant är ett lagbaserat förstapersonsperspektiv spel som utspelas i en nära framtid. Spelaren spelar som en av flera agenter, karaktärer som är designade utifrån olika kulturer runt om i världen. I spelets huvudsakliga spelläge tillhör spelaren ett av två olika lag. Ett lag som ska attackera och ett som ska försvara och varje lag har 5 spelare. Karaktärerna som spelaren kontrollerar kallas för "Agenter" och de har unika krafter som gör varje agent speciell. I början av en match startar spelaren med en "klassisk" pistol och med en eller flera "krafter" som kan nyttjas flertal gånger. Andra vapen och krafter kan köpas i början av varje runda med pengar som spelaren tjänar in efter varje avklarad runda. Spelet har flera olika sorters vapen, allt från pistoler, automatkarbiner, kulsprutepistoler och mer.
Det finns fyra olika spellägen:
- Unrated: Ett orankat spelläge där första laget som vinner 13 rundor vinner matchen. Attackerar-laget har ett mål som utgår på att plantera en bomb som kallas för "Spike" som måste levereras på en specifik plats och sedan aktiveras. Om laget som ska försvara inte klarar av att desarmera bomben i tid kommer attackerar-laget att få en poäng, detsamma gäller i fall attackerar-laget inte lyckas plantera bomben innan rundans tid är över (100 sekunder).[10]

- Spike Rush: Ett orankat spelläge där första laget som vinner 4 rundor vinner matchen. Alla spelares karaktärer börjar rundan med alla sina krafter fullt laddade förutom sin "ultimate", alla krafter laddas dubbelt så fort i detta spelläget. Alla spelare i matchen har en bomb men endast en spelare kan aktivera bomben. Vapen är slumpmässiga och varje spelare börjar med samma vapen.[11]

- Competitive: Ett rankat spelläge som utspelar sig på samma sätt som spelläget Unrated fast andra spelregler gäller.[12]

- Deathmatch: Deathmatch spelläget introducerades den 5 augusti 2020 och utgår på att 10 spelare deltar i en match som tar 6 minuter att spela. Alla mot alla gäller och första spelaren att nå 40 poäng eller spelaren som har flest poäng när tiden är ute vinner matchen. Spelare placeras slumpmässigt runt hela kartan med en slumpmässig agent som de har låst upp i spelet, alla krafter är avstängda.[13]
- Escalation: Ett orankat spelläge där man får nya vapen successivt över olika nivåer efter hur många personer man dödar, där man till slut når en sista nivå som oftast har någon typ av speciell användbarhet eller förmåga.

## Utveckling
Valorant utvecklades och distribuerades av Riot Games, som tidigare utvecklade League of Legends. Utvecklingen påbörjades 2014 och flera utvecklare av spelet har tidigare kunskaper från bland annat Counter-Strike: Global Offensive, Half-Life 2 och Team Fortress 2.
Valorant byggdes i Unreal Engine vilket innebär att utvecklingsteamet kunde fokusera på att optimera spelet till sin bästa förmåga.

## Respons
Valorant har jämförts med Counter-Strike: Global Offensive som utvecklades av Valve då båda spelen har samma spelläge där ett lag ska plantera en bomb och ett annat lag ska försöka desarmera bomben. Även Overwatch har jämförts då de båda delar liknande spelfysik.